# Gary Cole
Gary Michael Cole (* 20. září 1956 Park Ridge, Illinois) je americký herec.

## Biografie
Vystudoval Illinois State University, herectví se profesionálně věnuje od roku 1983, kdy začal působit v divadlech v Chicagu. Tentýž rok debutoval v televizi ve filmu Heart of Steel. O dva roky později se poprvé objevil v celovečerním filmu Žít a zemřít v L. A. Během své kariéry působil především v televizních rolích, jak v televizních filmech, tak seriálech. Z větších rolí to byly např. seriály Midnight Caller, Tajemný příběh z Ameriky, Západní křídlo, Hledaní a Zoufalé manželky. V roce 1999 hrál kapitána Matthewa Gideona ve sci-fi seriálu Křížová výprava. Jako dabér se objevil např. v animovaných seriálech Harvey Birdman, Attorney at Law, Griffinovi či Kim Possible. Dále hostoval např. v seriálech The Twilight Zone, Miami Vice, Krajní meze, Frasier, Můj přítel Monk, Zákon a pořádek: Útvar pro zvláštní oběti a Chuck a hrál v celovečerních filmech jako např. S nasazením života, Maléry pana Šikuly, Téměř dokonalý zločin, Expres foto, Jsem agent, Kruh 2, Osudové selhání či Travička zelená.